# Jabiru d'Asie
Pour les autres oiseaux nommés « Jabiru », voir Jabiru.
Ephippiorhynchus asiaticus
Espèce
Statut de conservation UICN

 NT  : Quasi menacé
Répartition géographique
Le jabiru d'Asie (Ephippiorhynchus asiaticus) ou jabiru asiatique est une espèce de grands oiseaux échassiers de la famille des Ciconiidae. C'est une espèce très répandue qui a une zone de reproduction comprenant le sud de l'Asie et l'Australasie depuis l'est de l'Inde jusqu'à la Nouvelle-Guinée et la moitié nord de l'Australie. En Australie, il est aussi appelé jabiru mais il ne doit pas être confondu avec l'oiseau américain du même nom qui appartient à un genre différent.

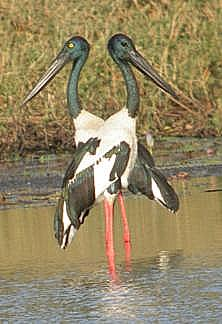
Femelle (iris jaune) et mâle (iris brun).

## Description
Le Jabiru d'Asie est une cigogne de grande taille (120 à 150 cm de haut) avec une envergure de 230 cm  et un poids de 4,1 kg. Il a un plumage spectaculaire. La tête, le cou, les ailes et la queue sont noirs alors que le reste du plumage est blanc. Le bec puissant est noir alors que les pattes sont rouges. Les sexes sont identiques à la seule exception des yeux : l'iris des femelles est jaune alors qu'il est brun chez le mâle. Les jeunes sont surtout beiges avec le ventre blanc et les pattes noires.

## Sous-espèces
D'après la classification de référence (version 14.1, 2024) de l'Union internationale des ornithologues, le Jabiru d'Asie possède 2 sous-espèces :
- Ephippiorhynchus asiaticus asiaticus (Latham, 1790) ;
- Ephippiorhynchus asiaticus australis (Shaw, 1800).